# Cercion
Cercion sau Coercion (εξαναγκασμός, in greacă, original) a fost regele cetății Eleusis. Acesta stătea în fața porților de la intrarea în cetate și îi silea pe toți cei ce doreau să intre sau să iasă la o lupta corp la corp. Făgăduise că va da tronul cetații celui care îl va învinge dar, îi ucisese pe toți cei care încercaseră. Tezeu a reușit să îl înfrângă, l-a legat de un car și l-a târât în jurul cetății. Astfel, Tezeu a devenit rege în Eleusis. Însă, acesta a părăsit cetatea după un timp, continuându-și călătoria spre cetatea Atena, promițând însă că se va întoarce.

## Vezi și
- Lista personajelor mitologice elene
- Listă de ființe fabuloase în mitologia greacă
- Mitologie greacă
- Tezeu